# Gabriel (Name)
Gabriel ist ein Familienname und männlicher Vorname.

## Herkunft und Bedeutung

### Vorname
Der Name Gabriel geht über die griechische Form Γαβριήλ Gabriēl, auf den hebräischen Namen גַּבְרִיאֵל gaḇrîʾēl [gav.ʁiː.ˈʔeːl] zurück. Dieser setzt sich aus den Elementen גבר gbr „stark sein“, „siegen“ oder גֶּבֶר gæḇær „(tapferer) Mann“, „Mensch“, „Starker“, „Gewalthaber“ und dem theophoren Element אֵל ʾēl „Gott“ zusammen. Interpretiert man das י j als Personalsuffix, lässt sich der Name auch als Nominalsatz „mein Mann ist Gott“, „meine Stärke ist Gott“, „mein Starker ist Gott“ übersetzen.
In der Bibel taucht Gabriel als Engel auf (Dan 8,16  u. ö.).
Verwandte Namen, die sich aus der Grundform ga-bar, ga-ba-ri bzw. gab-ri und einem theophoren Element zusammensetzten (Sumerogramm DINGIR.MEŠ im Plural unter Bezugnahme auf ilu, ili „Götter“) waren im Alten Orient weit verbreitet.

### Familienname
Beim Familiennamen Gabriel handelt es sich um eine patronymische Benennung nach dem gleichlautenden Vornamen.

## Verbreitung

### Deutscher Sprachraum
Der Name Gabriel zählt in Österreich seit 1986 zu den 100 beliebtesten Jungennamen. Seit 2003 findet er sich in der Top-50 der Hitliste. Im Jahr 2023 stand der Name auf Rang 29 der Vornamenscharts.
In der Schweiz gehört Gabriel seit 2007 zur Top-10 der Vornamenscharts. Als höchste Platzierung erreichte er in den Jahren 2014 und 2016 in der Hitliste Rang 3. Im Jahr 2023 stand er auf Rang 4 der Vornamenscharts.
Der Name Gabriel [ˈɡaːbʀiˌeːl], [ˈɡaːbʀiˌɛl] gewann in Deutschland vor allem seit den 1980er Jahren an Beliebtheit. Seit 2009 zählt er zu den 100 beliebtesten Jungennamen. Mit Rang 57 erreichte er seine bislang höchste Platzierung im Jahr 2024. Besonders beliebt ist er im Süden und Westen Deutschlands sowie in Berlin.

### Englischer Sprachraum
Im englischen Sprachraum fand der Name Gabriel [ˈɡeɪ.bɹi.əl] seit dem 12. Jahrhundert gelegentlich Verwendung, gewann jedoch erst zum Ende des 20. Jahrhunderts an Beliebtheit.
In den USA erreichte der Name Name bis in die 1950er Jahre hinein nur gelegentlich die Top-400 der Vornamenscharts. Ende der 1950er Jahre nahm seine Popularität zu. Im Jahr 1976 erreichte er erstmals die Hitliste der 100 beliebtesten Jungennamen, die er seitdem nur in den Jahren 1988 und 1989 wieder verließ. Seit 2000 findet er sich in der Top-50 der Vornamenscharts. IM Jahr 2023 belegte er Rang 38 der Hitliste.
In Kanada erreichte er die Top-100 im Jahr 1994. Acht Jahre später stieg der Name in die Top-50 auf, zu der er seitdem zählt. Im Jahr 2023 stand er in der Hitliste auf Rang 30. In Québec erreichte Gabriel die Top-50 bereits im Jahr 1981. Von 1991 bis 2010 zählte er zu den 10 beliebtesten Jungennamen. Als höchste Platzierung erreichte er viermal Rang 2 (19997, 1998, 2001 und 2008).
Der Name Gabriel erreichte in Australien die Hitliste der 100 beliebtesten Jungennamen erstmals im Jahr 2002, konnte sich jedoch erst seit 2008 darin etablieren. Im Jahr 2023 stand er auf Rang 51 der Vornamenscharts.
In Neuseeland stieg der Name im Jahr 2002 erstmals in die Top-100 der Vornamenscharts auf, konnte sich jedoch nicht in der Hitliste etablieren. Im Jahr 2023 stand er auf Rang 80 der Vornamenscharts.
Der Name Gabriel ist in Großbritannien geläufig, jedoch keiner der Topnamen. In England und Wales zählt Gabriel seit 2002 zu den 100 meistgewählten Jungennamen (Ausnahme: 2003). Die Top-50 konnte er dabei nicht erreichen. Im Jahr 2023 belegte er in der Hitliste Rang 64. In Schottland und Nordirland wird der Name seltener verwendet. Während er in Schottland lediglich zweimal die Top-200 erreichte (2018 und 2019), gelang es dem Namen in Nordirland lediglich im Jahr 2019.
Ein anderes Bild zeigt sich in Irland, wo der Name im Jahr 1967 seine letzte Top-100-Platzierung erreichte.

### Spanischer Sprachraum
Der Name Gabriel [ɡaˈbɾjel], [ɡaˈβ̞ɾjel] hat sich in Spanien in der Top-50 der Vornamenscharts etabliert. Im Jahr 2023 erreichte er mit Rang 32 seine bislang höchste Platzierung in den Vornamenscharts. Etwas seltener als im Rest des Landes wird Gabriel im Baskenland vergeben. Hier stand er im Jahr 2022 auf Rang 77. In Katalonien belegte Gabriel [ɡə.βɾi.ˈɛl] im Jahr 2023 in der Hitliste Rang 34. Anders als in ganz Spanien erreichte der Name in Galicien wiederholt die Top-20 der Vornamenscharts. Mit Rang 16 erreichte er seine bislang höchste Platzierung im Jahr 2013. Seitdem sank seine Popularität auf Rang 33 im Jahr 2022.
In Chile hat sich Gabriel unter den 30 beliebtesten Jungennamen etabliert. Im Jahr 2021 belegte er Rang 23 der Hitliste.
Im Jahr 2022 stand der Name Gabriel in Uruguay auf Rang 64 der Hitliste.
Gabriel fand sich in Puerto Rico bis 2009 in der Top-10 der Vornamenscharts. Seitdem verlor der Name an Beliebtheit, sodass er im Jahr 2023 in den Vornamenscharts Rang 38 belegte.
Der Name stieg in Mexiko im Jahr 2021 auf Rang 23 der Vornamenscharts auf.

### Weitere Länder
Gabriel [ˈɡa.bri.ɛl] hat sich in Italien unter den 100 meistgewählten Jungennamen etabliert. Im Jahr 2008 stieg er in die Top-50 der Vornamenscharts auf. 2023 belegte er in der Hitliste Rang 28.
Der Name Gabriel [ɡa.bɾi.ˈɛɫ] zählt in Portugal zu den beliebtesten Jungennamen. Im Jahr 2018 belegte er zum zweiten Mal in Folge Rang 10 der Hitliste. In Brasilien zählte der Name Gabriel [ɡa.bɾi.ˈɛw] bereits zu Beginn des 20. Jahrhunderts zu den beliebtesten Jungennamen. Bis in die 1970er Jahre hinein verlor er an Beliebtheit, blieb jedoch weiterhin geläufig. Seit den 1980er Jahren zählt er wieder zur Top-100 und gehört seit den 1990er Jahren zu den beliebtesten Jungennamen. In den Jahren 2009 und 2010 stand er an der Spitze der Vornamenscharts. Zuletzt stand der Name auf Rang 13 der Hitliste (2024; Anthony Gabriel: Rang 40; Enzo Gabriel: Rang 66; João Gabriel Rang 67).
Der Name Gabriel [ɡa.bʁi.jɛl] war bereits zu Beginn des 20. Jahrhunderts einer der beliebtesten Namen Frankreichs. Erst im Jahr 1945 verließ er die Top-50 der Vornamenscharts und verlor bis ins Jahr 1972 an Popularität (Rang 168). Daraufhin gewann er erneut an Beliebtheit, sodass er im Jahr 1990 nach 30 Jahren erneut in die Top-100 eintrat. Seit 2009 zählt er zu den 10 beliebtesten Jungennamen des Landes. Im Jahr 2023 stand er seit 2015 zum achten Mal an der Spitze der Vornamenscharts.
Der Name Gabriel gewann in Belgien vor allem nach der Jahrtausendwende an Popularität. Nachdem er 2004 in die Top-100 der Vornamenscharts aufstieg, erreichte er bereits drei Jahre später mit Rang 24 die Top-30, zu der der Name seitdem zählt. 2016 stieg er in die Top-10 der Vornamenscharts auf. Zuletzt stand er auf Rang 8 der Hitliste (2023). Seltener wird auch die Schreibweise Gabriël verwendet (Rang 177, 2023). In den Niederlanden ist der Name Gabriel [ˈɣaː.bri.ˌɛl] geläufig, zählt jedoch nicht zu den beliebtesten Namen. Mit Rang 209 verfehlte er im Jahr 2024 die Top-200 der Vornamenscharts nur knapp. Etwas seltener wird die Variante Gabriël verwendet (Rang 273).
Gabriel zählt in Norwegen seit 2003 zu den 100 beliebtesten Jungennamen und etablierte sich im Mittelfeld der Hitliste. Im Jahr 2023 stand er in den Vornamenscharts auf Rang 50.
In Schweden hat sich der Name Gabriel [ˈɡɑː.brɪ.ɛl] unter den 50 beliebtesten Jungennamen etabliert. Seine bislang einzige Top-20-Platzierung erreichte er im Jahr 2018 (Rang 14). Im Jahr 2023 erreichte er mit Rang 29 das siebte Mal in Folge eine Platzierung in der Top-30 der Vornamenscharts.
In Polen hat sich Gabriel [ˈɡab.rjɛl] in der Top-100 der Vornamenscharts etabliert. Seit 2008 zählt er zu den 50 meistgewählten Jungennamen. Im Jahr 2023 belegte er in den Vornamenscharts Rang 25.
Gabriel [ˈɡa.brɪ.jɛl] gehört in Tschechien seit 1936 zu den 200 meistgewählten Jungennamen. Seine erste Top-100-Platzierung erreichte der Name im Jahr 1994, verließ diese Hitliste jedoch im darauffolgenden Jahr wieder. Im Jahr 2000 trat der Name erneut in die Top-100 ein. 2016 belegte er Rang 77 der Hitliste.
In Rumänien belegte Gabriel [ɡa.bri.ˈel] im Jahr 2009 Rang 4 der Hitliste.
Im Jahr 2023 erreichte Gabriel in Moldawien ebenfalls Rang 12.
In der Slowakei stand der Name Gabriel [ˈɡa.bri.ɛl] von 2003 bis 2006 in der Top-50 der Vornamenscharts.
Gabriel stieg in Slowenien im Jahr 2011 in die Top-100 der Hitliste auf. Bis zum Jahr 2023 verließ er sie lediglich in den Jahren 2012 und 2020. Mit Rang 58 erreichte der Name seine bislang höchste Platzierung im Jahr 2023.
Auch in Kroatien zählt Gabriel zu den beliebtesten Jungennamen. Obwohl seine Popularität zuletzt sank, stand er im Jahr 2023 auf Rang 28 der Hitliste.
In Georgien stand der Name im Jahr 2024 auf Rang 12 der Hitliste.
Gabriel gehört auf den Philippinen zu den Topnamen für Jungen. Im Jahr 2023 belegte er Rang 2 der Hitliste.

### Familienname
Der Familienname Gabriel ist primär in Deutschland, Spanien, Portugal, Frankreich, im Vereinigten Königreich, Tschechien und Polen verbreitet.

## Varianten

### Männlicher Vorname
- Arabisch: جبريل ğibrīl
  - Alternative Transkriptionen: Jibril, Jabril, Djibril
- Bulgarisch: Гавраил Gavrail, Гаврил Gavril
- Finnisch: Kaapo, Kaapro
- Georgisch: გაბრიელ Gabriel
- Griechisch: Γαβριήλ Gavriil
  - Altgriechisch: Γαβριήλ Gabriēl
- Hebräisch: גַּבְרִיאֵל gaḇrîʾēl
  - Alternative Transkriptionen: Gavriel, Gavri'el, Gawriel
- Italienisch: Gabriele
- Jiddisch: Gavrel
- Kirchenslawisch: Гаврїилъ Gavriilŭ
- Kroatisch: Gabrijel
- Latein: Gabrihel
- Lettisch: Gabriels
- Litauisch: Gabrielius
- Mazedonisch: Гаврил Gavril
- Niederländisch: Gabriël
- Rumänisch: Gavril
- Russisch: Гавриил Gavriil
- Serbisch: Гаврило Gavrilo
- Slowenisch: Gabrijel
- Tschetschenisch: Dzhabrail
- Türkisch: Cebrail
- Ukrainisch: Гавриїл Havryjil
- Ungarisch: Gábor, Gábriel

Diminutive
- Englisch: Gabe
- Französisch: Gaby
- Katalanisch: Biel
- Portugiesisch: Biel, Gabi
- Rumänisch: Gabi
- Spanisch: Gabi
- Ungarisch: Gabi

### Weiblicher Vorname
- Bulgarisch: Габриела Gabriela
- Deutsch: Gabriela, Gabriele
  - Diminutiv: Gabi, Jella
- Englisch: Gabriella, Gabrielle
  - Diminutiv: Bree, Bria, Brie, Briella, Brielle, Gabby, Gaby
- Französisch: Gabrielle
  - Diminutiv: Gaby
- Hebräisch: גַּבְרִיאֵל gaḇrîʾēl
- Italienisch: Gabriella
- Kroatisch: Gabriela, Gabrijela
- Litauisch: Gabrielė
- Niederländisch: Gabriëlle
- Polnisch: Gabriela
- Portugiesisch: Gabriela
  - Diminutiv: Gabi
- Rumänisch: Gabriela, Gavrila
  - Diminutiv: Gabi
- Schwedisch: Gabriella
- Slowakisch: Gabriela
- Slowenisch: Gabrijela
- Spanisch: Gabriela
  - Diminutiv: Gabi, Gaby
- Tschechisch: Gabriela
- Ungarisch: Gabriella
  - Diminutiv: Ella, Gabi

### Familienname
- Deutsch: Gabriels
- Niederländisch: Gabriels
- Ungarisch: Gabor, Gábor

## Namenstage
Die Namenstage von Gabriel werden an folgenden Tagen gefeiert:
- 27. Februar – nach Gabriel Posssenti
- 29. September – nach dem Erzengel Gabriel
  - Früher: 24. März

## Namensträger

### Einzelname
- Gabriel von Qatar (7. Jh.), Theologe der ostsyrischen „Kirche des Ostens“
- Gabriel ibn Bochtischu (8./9. Jh.), persischer Mediziner
- Gabriel von Melitene (1055–1103), armenischer Herrscher von Melitene, dem heutigen Malatya
- Gabriel I. von Konstantinopel († 1596), orthodoxer Bischof von Thessaloniki und Patriarch von Konstantinopel
- Gabriel-Marie (1834–1916), französischer Geistlicher und Mathematiker
- Gabriel von der schmerzhaften Muttergottes (1838–1862), italienischer Ordensmann
- Gabriel von Komana (1946–2013), Erzbischof der orthodoxen russischen Gemeinden in Westeuropa des Ökumenischen Patriarchats von Konstantinopel
- Gabriel von Belgien (* 2003), zweites Kind des belgischen Königs Philippe und dessen Frau Mathilde

### Vorname
- Gabriel Adriányi (1935–2024), ungarisch-deutscher Theologe und katholischer Priester
- Gabriel ben Bachtischua, siehe Gabriel ibn Bochtischu
- Gabriel Barbosa (* 1996), brasilianischer Fußballspieler
- Gabriel Bethlen (≈1580–1629), Fürst von Siebenbürgen
- Gabriel Boschilia (* 1996), brasilianischer Fußballspieler
- Gabriel Byrne (* 1950), irischer Filmschauspieler
- Gabriel Calderón (* 1960), argentinischer Fußballspieler und -trainer
- Gabriel Clemens (* 1983), deutscher Dartspieler
- Gabriel Cohn-Bendit (1936–2021), französischer Pädagoge
- Gabriel Cross (* 1987), britischer Pornodarsteller
- Gabriel Darku (* 1995), kanadischer Schauspieler
- Gabriel Dessauer (* 1955), deutscher Kantor, Konzertorganist und Hochschullehrer
- Gabriel Fauré (1845–1924), französischer Komponist
- Gabriel Costa França (* 1995), brasilianischer Fußballspieler
- Gabriel García Márquez (1927–2014), kolumbianischer Schriftsteller
- Gabriel Garrido (* 1950), argentinischer Musiker, Musikwissenschaftler und Dirigent
- Gabriel Gorodetsky (* 1945), israelischer Historiker
- Gabriel Hatton (1877–1949), französischer Automobilrennfahrer
- Gabriel Heinze (* 1978), argentinischer Fußballspieler
- Gabriel Horn (1927–2012), britischer Zoologe, Neurowissenschaftler, Hochschullehrer
- Gabriel Hummelberger (1487–1544), deutscher Humanist und Botaniker
- Gabriel Iglesias (* 1976), US-amerikanischer Komiker und Schauspieler
- Gabriel Josipovici (* 1940), britischer Schriftsteller und Literaturwissenschaftler
- Gabriel Lamé (1795–1870), französischer Mathematiker und Physiker
- Gabrielius Landsbergis (* 1982), litauischer konservativer Politiker
- Gabriel Lippmann (1845–1921), französischer Physiker und Nobelpreisträger für Physik
- Gabriel Löwenstein (1825–1911), deutscher Politiker
- Gabriel Marcel (1889–1973), französischer Philosoph
- Gabriel von Max (1840–1915), Maler und Professor für Historienmalerei
- Gabriel von Melitene (1055–1103), armenischer Herrscher von Melitene
- Gabriel Merz (* 1971), deutscher Schauspieler und Drehbuchautor
- Gabriel Narutowicz (1865–1922), polnischer Wasserbauingenieur und erster Präsident der Republik Polen
- Gabriel Orozco (* 1962), mexikanischer Konzeptkünstler
- Gabriel Paletta (* 1986),  italienisch-argentinischer Fußballspieler
- Gabriel Paulista (* 1990), brasilianischer Fußballspieler
- Gabriel de Riqueti (1749–1791), französischer Politiker, Physiokrat, Schriftsteller und Publizist
- Gabriel Rollenhagen (1583–1619), deutscher und lateinischer Dichter, Schriftsteller und Emblematiker
- Gabriel dos Santos Magalhães (* 1997), brasilianischer Fußballspieler, (Spielername Gabriel)
- Gabriel Seidl (1848–1913), deutscher Architekt und Vertreter des Historismus
- Gabriel da Silva (* 1988), schweizerisch-brasilianischer Schauspieler
- Gabriel Silva (Gabriel Moisés Antunes da Silva; * 1991), brasilianischer Fußballspieler
- Gabriel Tarde (1843–1904), französischer Kriminologe, Soziologe und Sozialpsychologe
- Gabriel von Taxis (≈1480–1529), österreichischer Hofpostmeister
- Gabriel Vasconcelos Ferreira (* 1992), brasilianischer Fußballspieler
- Gabriel Vetter (* 1983), Schweizer Schriftsteller und Kabarettist
- Gabriel Welter (1890–1954), deutscher Klassischer Archäologe
- Gabriel Yared (* 1949), libanesischer Komponist
- Gabriel Zwilling (≈1487–1558), lutherischer Theologe und Reformator

### Familienname

#### A
- Adam Gabriel (* 2001), tschechischer Fußballspieler
- Adolf Gabriel (1943–2015), deutscher Handballspieler, Handballtrainer und Fußballfunktionär
- Alexander Gabriel, eigentlicher Name von A.geh Wirklich? (* 1976), österreichischer Rapper
- Alfons Gabriel (1894–1976), österreichischer Tropenmediziner und Forschungsreisender
- Alfred George Gabriel (1884–1968), britischer Schmetterlingskundler
- Ana Gabriel (* 1955), mexikanische Singer-Songwriterin und Schauspielerin
- Anba Gabriel (* 1959), ägyptischer Bischof
- Andrea Gabriel (* 1978), US-amerikanische Schauspielerin, Autorin und Regisseurin
- Andreas Gabriel (* 1974), österreichischer Architekt
- Ange-Jacques Gabriel (1698–1782), französischer Architekt
- Anne Gabriel, deutsche Musikerin und Journalistin
- Arthur Gabriel (1865–1924), deutscher Arzt
- Astrik L. Gabriel (1907–2005), ungarischer Historiker

#### B
- Betty Gabriel (* 1981), US-amerikanische Schauspielerin
- Brigitte Gabriel (* 1964), libanesisch-amerikanische Journalistin

#### C
- Carl Gabriel (1857–1931), deutscher Schausteller und Kinobesitzer
- Charles A. Gabriel (1928–2003), US-amerikanischer General
- Christian Gabriel (* 1975), deutscher Schachspieler
- Christoph Gabriel (* 1967), deutscher Romanist
- Curt Gabriel (* 1873), deutscher Architekt und Baumeister

#### E
- Easter Gabriel (* 1960), US-amerikanische Sprinterin
- Edmund Gabriel (1909–1997), österreichischer Judoka
- Elfrun Gabriel (1939–2010), deutsche Pianistin und Hochschullehrerin
- Else Gabriel (* 1962), deutsche Künstlerin und Hochschullehrerin
- Ernst Gabriel (1902–1974), deutscher Politiker (SPD), MdBB
- Eugen Gabriel (* 1937), österreichischer Sprachforscher
- Eustachius Gabriel (1724–1772), deutscher Kirchenmaler

#### F
- Fernand Gabriel (1878–1943), französischer Automobilrennfahrer
- Friedrich Gabriel (1875–1957), deutscher Architekt

#### G
- G. L. Gabriel-Thieler (Gabriele Lina Henriette Gabriel-Thieler; * 1958), deutsche Malerin
- Gabriele Gabriel (* 1946), deutsche Schriftstellerin
- Gerda Gabriel (* 1956), deutsche Sängerin
- Gerhard Gabriel (Pfarrer) (* 1950), deutscher evangelischer Pfarrer
- Gerhard Gabriel (Musiker) (* 1959), österreichischer Musiker
- Gilbert W. Gabriel (1890–1952), amerikanischer Kritiker und Autor
- Gloria Gabriel (* 1971), deutsche Sängerin
- Gottfried Gabriel (* 1943), deutscher Philosoph
- Grace Gabriel (* 1988), nigerianische Badmintonspielerin
- Gudrun Gabriel (* 1955), österreichische Schauspielerin
- Gülşah Gabriel (* 1978), griechisch-deutsche Biologin
- Günter Gabriel (Politiker) (1930–2015), deutscher Politiker
- Günter Gabriel (General) (* 1930), deutscher Generalmajor der NVA
- Gunter Gabriel (eigentlich Günther Caspelherr; 1942–2017), deutscher Sänger

#### H
- Hans Gabriel (Politiker) (1887–1972), deutscher Politiker (CDU)
- Hans Gabriel (Maler) (1897–1940), deutscher Maler des Spätexpressionismus
- Heinrich Gabriel (1930–2016), deutscher Lehrer und Heimatforscher
- Hellwart Gabriel (* 1939), deutscher Politiker (CDU), MdA Berlin
- Helmut Gabriel (Physiker) (* 1933), deutscher Physiker
- Helmut Gabriel (Fußballspieler) (* 1968), deutscher Fußballspieler
- Helmuth Gabriel (1892–1945), deutscher Staatsanwalt
- Herbert Gabriel, deutscher Fußballspieler
- Hermann Gabriel (1852–1897), deutscher Jurist und Diplomat
- Herta Claudia Gabriel (1899–1991), deutsche Malerin, Grafikerin und Illustratorin
- Holger Gabriel (* 1962), deutscher Sportmediziner
- Horst Gabriel (Chorschaffender) (1922–2007), deutscher Musik- und Heimatpfleger
- Horst Gabriel (Jagdschriftsteller) (1925–2011), deutscher Forstbeamter und Jagdschriftsteller
- Horst Gabriel (Kabarettist), deutscher Kabarettist

#### I
- Ingeborg Gabriel (* 1952), österreichische Theologin

#### J
- Jacques Gabriel (1667–1742), französischer Baumeister
- Jean-Paul Farron-Gabriel (1926–2013), Schweizer Forstwissenschaftler
- Jimmy Gabriel (1940–2021), schottischer Fußballspieler und -trainer
- João Gabriel (* 1996), brasilianischer Fußballspieler
- Johannes Gabriel (1969–2022), deutscher Schauspieler und Hörspielsprecher
- Jordan Lawrence-Gabriel (* 1998), englischer Fußballspieler
- José Francisco Gabriel de Anda (* 1971), mexikanischer Fußballspieler
- Josef Gabriel der Ältere (1853–1927), österreichisch-ungarischer Mundartdichter
- Josef Gabriel (Politiker, 1868) (1868–1939), österreichischer Politiker (SdP)
- Josef Gabriel (Politiker, 1880) (1880–1959), deutsch-rumänischer Politiker (DSVP)
- Josef Gabriel der Jüngere (1907–1947), deutscher Dichter und Volksliedsammler
- Josef Gabriel (Kriegsverbrecher) (1907–nach 1968), österreichischer NS-Kriegsverbrecher
- Joseph Gabriel (Joseph M. Gabriel; * um 1969), US-amerikanischer Medizinhistoriker und Hochschullehrer
- Josh Gabriel (* 1968), US-amerikanischer Musiker, siehe Gabriel & Dresden
- Josh Gabriel (Fußballspieler) (* 1999), grenadischer Fußballspieler
- Joy Udo-Gabriel (* 1999), nigerianische Sprinterin
- Juan Gabriel (1950–2016), mexikanischer Sänger
- Julius Gabriel (* 1988), deutscher Jazz- und Improvisationsmusiker
- Justin Gabriel (Paul Lloyd Jr.; * 1981), südafrikanischer Wrestler

#### K
- Karl Gabriel (* 1943), deutscher Theologe und Soziologe
- Konrad Gabriel (* 1964), Schweizer Fußballspieler, -trainer und -funktionär
- Kurt Gabriel (Architekt, 1873) (1873–1935), deutscher Architekt
- Kurt Gabriel (Architekt, 1957) (* 1957), Schweizer Architekt
- Kurtis Gabriel (* 1993), kanadischer Eishockeyspieler

#### L
- Laura Gabriel (* 1995), deutsche Schauspielerin
- Leo Gabriel (Philosoph) (1902–1987), österreichischer Philosoph
- Leo Gabriel (Journalist) (* 1945), österreichischer Journalist und Anthropologe
- Leonel Gabriel (1919–2005), uruguayischer Wasserballspieler und Schwimmer
- Lisbeth Gabriel (* 1948), Schweizer Politikerin
- Luan Gabriel (* 1996), dominikanische Leichtathletin
- Lucius Gabriel (1597–1663), Schweizer Pfarrer und Bibelübersetzer
- Lukas Gabriel (* 1991), österreichischer Fußballspieler

#### M
- Manfred Gabriel (* 1939), deutscher Maler und Grafiker
- Manuel Nunes Gabriel (1912–1996), portugiesischer Missionar und Erzbischof von Luanda
- Margit Schötschel-Gabriel (1933–2017), deutsche Bildhauerin
- Maria Gabriel (* 1937), portugiesische Künstlerin, Malerin und Grafikerin
- Marija Gabriel (* 1979), bulgarische Politikerin, MdEP
- Mark A. Gabriel (* 1957), ägyptischer Publizist
- Markus Gabriel (* 1980), deutscher Philosoph
- Martin Gabriel (1876–1932), US-amerikanischer Jazzmusiker
- Matthias Gabriel (* 1953), deutscher Politiker
- Max Gabriel (1861–1942), deutscher Dirigent und Komponist
- Melanie Gabriel (* 1976), britische Musikerin
- Men-Fort Gabriel (1608–1672), Schweizer Pfarrer und Übersetzer
- Mike Gabriel (* 1954), US-amerikanischer Animator und Filmregisseur
- Monika Gabriel (1943–2007), deutsche Schauspielerin und Synchronsprecherin

#### N
- Nina C. Gabriel (* 1972), bulgarisch-österreichische Schauspielerin, Regisseurin und Autorin

#### O
- Ollie Gabriel, US-amerikanischer Sänger
- Oscar W. Gabriel (* 1947), deutscher Politik- und Sozialwissenschaftler und Hochschullehrer

#### P
- Patrick Gabriel (* 1979), deutscher Schauspieler
- Paul Gabriël (Maler) (1828–1903), niederländischer Maler, Bildhauer und Mitglied der „Haager Schule“
- Paul Gabriel (Theologe) (1883–1964), deutscher evangelischer Pfarrer und Theologe
- Percy Gabriel (1915–1993), US-amerikanischer Jazzmusiker
- Peter Gabriel (Autor) (* 1928), deutscher Schriftsteller
- Peter Gabriel (* 1950), britischer Musiker und Video-Künstler
- Petr Gabriel (* 1973), tschechischer Fußballspieler
- Petra Gabriel (* 1954), deutsche Schriftstellerin
- Pierre Gabriel (auch Peter Gabriel; 1933–2015), französischer Mathematiker

#### R
- Ralph Gabriel (* 1971), österreichischer Architekt, Kulturwissenschaftler und Autor
- R’Bonney Gabriel (* 1994), US-amerikanische Schönheitskönigin, Miss Universe
- René Gabriel (* 1957), Schweizer Koch und Weinkritiker
- Reuben Gabriel (* 1990), nigerianischer Fußballspieler
- Richard P. Gabriel (* 1949), US-amerikanischer Informatiker
- Roland Gabriel (1947–2023), deutscher Wirtschaftsinformatiker
- Roman Gabriel (1940–2024), US-amerikanischer American-Football-Spieler
- Ronaël Pierre-Gabriel (* 1998), französischer Fußballspieler
- Rosemarie Gabriel (* 1956), deutsche Schwimmerin
- Rubie Joy Gabriel (* 1994), palauische Leichtathletin
- Rudolf Gabriel (1933–2015), österreichischer Sänger und Gendarm

#### S
- Seychelle Gabriel (* 1991), US-amerikanische Schauspielerin und Sängerin
- Siegmund Gabriel (1851–1924), deutscher Chemiker
- Sigmar Gabriel (* 1959), deutscher Politiker (SPD), MdL, MdB, Bundesvorsitzender, Ministerpräsident und Vizekanzler
- Stefan Gabriel (1570–1638), Schweizer Pfarrer und Autor
- Steffen Müller-Gabriel (* 1969), deutscher Dirigent

#### T
- Taylor Gabriel (* 1991), US-amerikanischer American-Football-Spieler
- Theodor von Gabriel (1861–1944), österreichischer Feldmarschallleutnant
- Theodor Gabriel (1875–1951), Schweizer Politiker (Katholisch-Konservative)
- Thomas Gabriel (* 1957), deutscher Komponist und Kirchenmusiker

#### U
- Ulrich Gabriel (* 1947), österreichischer Künstler

#### W
- Walter Gabriel (Theologe) (1887–1983), deutscher evangelischer Theologe und Mitglied der Bekennenden Kirche
- Walter Gabriel (Sänger) (* 1953), österreichischer Opernsänger und Schriftsteller
- Wenyen Gabriel (* 1997), südsudanesisch-US-amerikanischer Basketballspieler
- Werner Gabriel (1906–1998), deutscher Architekt
- Wilhelm Gabriel (1897–1964), deutscher Komponist und Musikverleger
- Willi Gabriel (* 1939), deutscher Bogenschütze
- Wolfgang Gabriel (1930–2024), österreichischer Komponist, Dirigent und Musikpädagoge
- Wolfgang Müller-Gabriel (* 1947), deutscher Jurist und Staatsanwalt

#### Y
- Yiannis Gabriel (1952), Soziologe und Hochschullehrer
- Yvelle Gabriel (* 1969), deutscher Glaskünstler, Grafiker und Performancekünstler